# Бакай (Решетиловский район)
Бакай (укр. Бакай) — село,
Малобакайский сельский совет,
Решетиловский район,
Полтавская область,
Украина.
Код КОАТУУ — 5324282202. Население по переписи 2001 года составляло 205 человек.

## Географическое положение
Село Бакай находится на берегу пересыхающей речушки.
Примыкает к селу Гришки, на расстоянии в 1 км расположено село Малый Бакай.
Рядом проходит автомобильная дорога М-03.